# 状況曲線
『状況曲線』（じょうきょうきょくせん）は、松本清張の長編推理小説。「禁忌の連歌」第2話として『週刊新潮』に連載され（1976年7月29日号 - 1978年3月9日号、連載時の挿絵は朝倉摂）、1988年9月に新潮社から単行本が刊行された。ゼネコンによる公共事業発注工事をめぐる談合を背景とした、連続殺人事件を描くミステリー長編。
1994年にテレビドラマ化されている。

## あらすじ
梅雨空の昼下がり、東京都心・有楽町近くのガード下の喫茶店「DATE」に、3人の紳士が集っていた。日星建設の味岡、大東組建設の成瀬、共栄建設の中原の3名であり、いずれも建設会社の役員であった。彼らは、丸の内の「神邦ビル」4階にある「東明経済研究所」へ向かう。この研究所は、エリート官僚に顔の利く怪人・巨勢堂明を中心とする、非公式の談合組織「南苑会」の事務所となっており、この日の会合では、巨勢から3人に、J県とR県にまたがる観光有料道路「ハイランド・ライン」建設に関わる情報が伝えられた。
会合のあと、用件のあった味岡は、引き返して巨勢の事務所を再訪するが、誰もいない事務所内に、成瀬が抜け駆けで贈ったものと思しき紙袋を発見し、好奇心からその中身を覗こうとする。ちょうどその時、神邦ビルの屋上で死体が発見され、騒ぎとなった。やましい行動をしていた味岡は、自分の行動を言うことができなかったが、「死体発見の日に不審な男」と新聞に報じられてしまう。以後、殺人事件のことが気になって仕方がない味岡の前に、怪事件が続発していく……。

## 主な登場人物

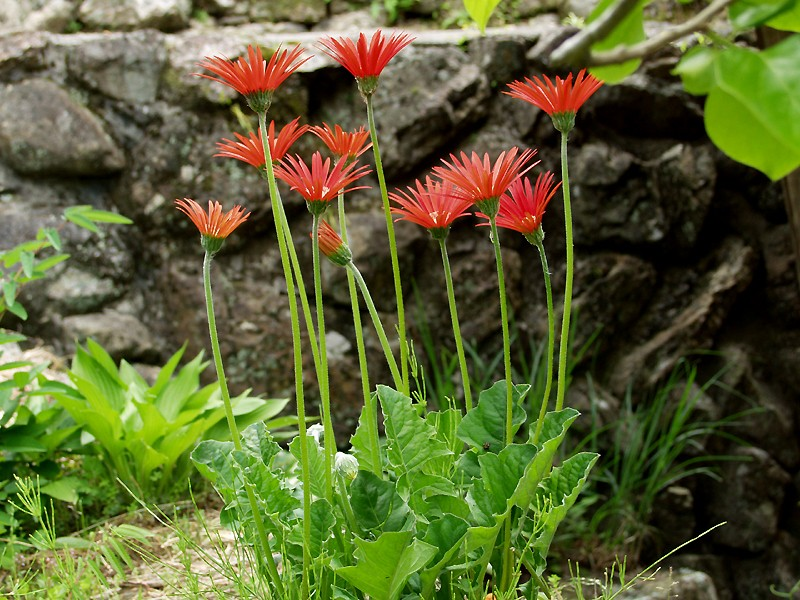
小説に登場するガーベラ

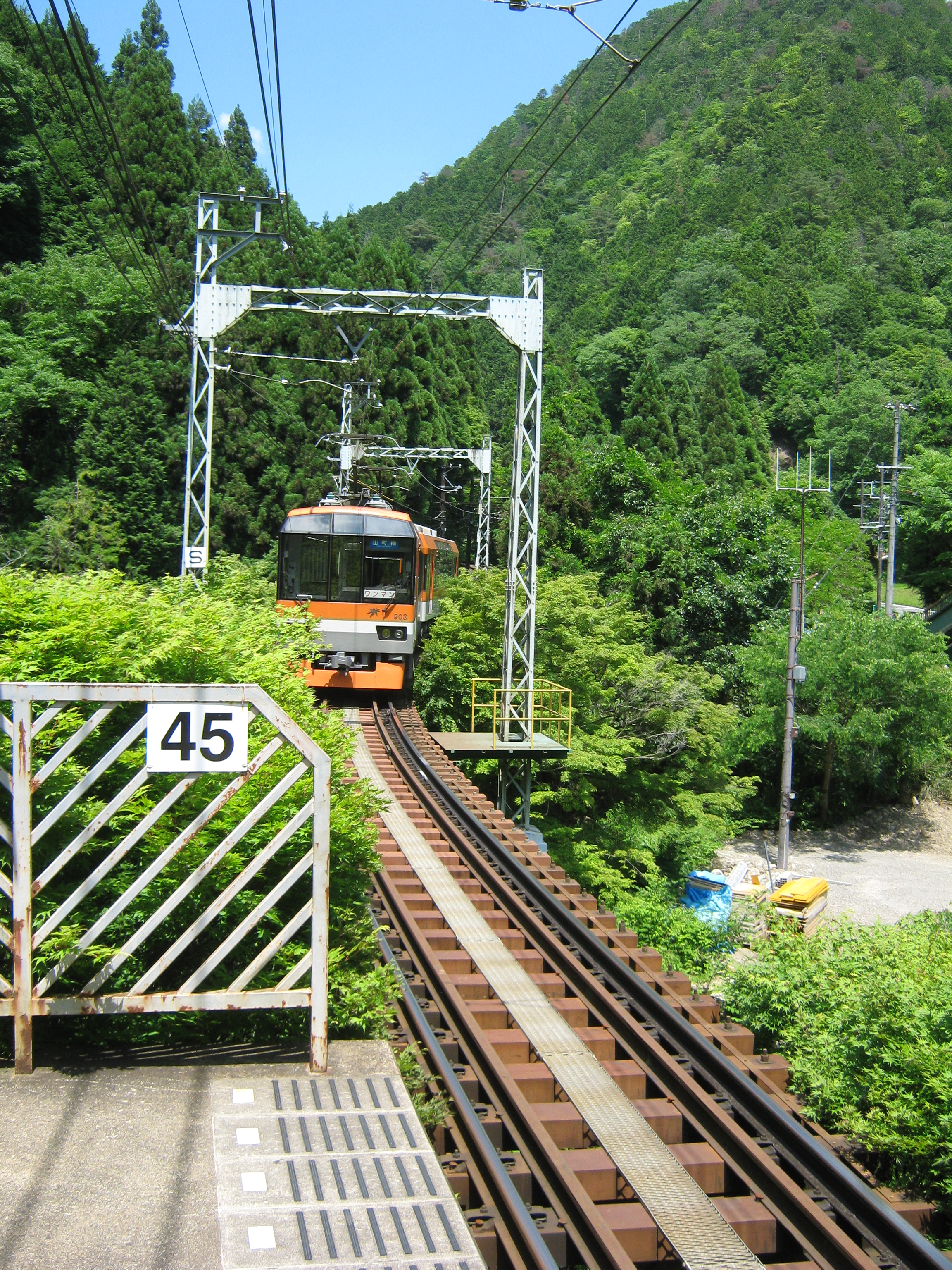
小説の舞台となる鞍馬線貴船口駅付近

- 原作における設定を記述。

味岡正弘
大手建設会社・日星建設の専務。
末吉祐介
新興の建設会社・甲東建設の社長。
巨勢堂明
「東明経済研究所」所長。大蔵省を中心とした各省庁の幹部に、不思議な影響力を持つ。
沢田美代子
東明経済研究所の事務員。
成瀬敬一
大東組建設の専務。
中原武夫
共栄建設の常務。
柳原孝助
金融ブローカー。与党の政務審査会路線部会幹事・高尾雄爾の後援会の名前で、詐欺を働く。
大石謙吉
日星建設の道路建設部長。味岡の発意による道路建設現地視察に同行する。
中橋泰夫
下請けの土建会社「中橋組」社長。人夫出しの手配師として各地を渡り歩く。
照葉
R県の刈野温泉にある旅館「楓荘」で、日星建設一行を接待した芸者の一人。
金弥
「楓荘」で日星建設一行を接待した芸者の一人。
矢田部護親
二俣署の刑事課巡査部長。発見された死体の状況に疑問を抱き、捜査を始める。
山崎達二
二俣署の刑事課長。矢田部の上司で、捜査をバックアップする。

## エピソード
- おもに第三節で描かれる柳原孝助には、実在のモデルがあり、著者が梓林太郎から聞いた話がもとになっている。梓の説明によれば、その男Gは、鹿児島出身の国会議員Sの後援会会長を名乗り、建設会社のN組やK建設の社長に、「フランス石油」と呼ばれる巨大な金融システムの話を持ちかけ、その資金を利用し大型融資をするように求めたという。この話を聞いて興味を持った清張は、梓にGの素性を調べるよう頼み、Gが詐欺と選挙違反で捕まったことがあり、また代議士の秘書を名乗ったりしていた、などの話が伝わると、清張はGを「政治家と企業の寄生虫のような男」と評し、その生態について想像をめぐらしていたという[2]。

## テレビドラマ
「松本清張スペシャル・状況曲線」。1994年11月26日、テレビ朝日系列の「土曜ワイド劇場」枠（21:02-22:51）にて放映。サブタイトル「巨大談合組織の黒い殺人！男と女が欲望の罠にはまる…」。視聴率14.4％（ビデオリサーチ調べ、関東地区）。原作の登場人物を一部省略して人間関係を簡略化し、また、原作では犯行の重要人物が後半まで伏せられているのに対して、本ドラマは重要人物を前半から明らかにした上で展開されている。
キャスト
- 大石謙吉（日星建設の事業開発室長）：村上弘明
- 照葉（粟津温泉の芸者）：七瀬なつみ
- 中橋泰夫（下請け建設会社・中橋組の社長）：鶴田忍
- 安田秋子（中橋の妻）：栗田よう子
- 沢田美代子（南苑会事務所の秘書）：斉藤林子
- 柳原孝助（談合屋）：北村晃一
- 田中刑事（近江守山署の刑事）：高峰圭二
- 成瀬敬一（建設会社・大東組の常務）：加島潤
- 警視庁の刑事：水橋和夫
- 刑事：志賀圭二郎
- 味岡の妻：木村翠
- 味岡正弘（日星建設の専務）：財津一郎
- 伊豆長岡温泉の芸者：小林千晴
- 新幹線の車掌：越村公一
- 大石の息子：飯塚恭平
- 巨勢堂明（東明経済研究所・南苑会事務所所長）：田中明夫
- 矢田部刑事（二俣署の刑事）：蟹江敬三
- 森章二、松村彦次郎、三沢明美、小柳圭子、貴紫市子、高山千草、中尾真澄、するきあゆみ、三浦論、横溝貴之、大木史郎、村上幹夫、永居光男、名川貞郎、市村莉絵、杉山みどり、東佳代子、大下美紀、福島孔道

スタッフ
- 脚本：吉田剛
- 監督：松尾昭典
- 音楽：鏑木創
- 撮影：宇田川満
- 美術：大橋豊一
- 編集：多嘉良栄子
- 助監督：三好雄大
- 撮影協力：琵琶湖グランドホテル 京近江、山水館欣龍、日清都カントリークラブ、沼津国際カントリークラブ、大宮アイネ、浜名湖ロイヤルホテル、ヒルトン東京 ほか
- 小道具協力：ブリヂストンスポーツ、エースバッグ
- 技術協力：ビデオフォーカス
- 制作協力：松竹大船撮影所
- プロデューサー：佐藤涼一（テレビ朝日）、今木清志（テレビ朝日）、田中浩三（松竹）、佐々木孟（松竹）、林悦子（霧企画）
- 制作：松竹、テレビ朝日、霧企画

| テレビ朝日系列 土曜ワイド劇場 | テレビ朝日系列 土曜ワイド劇場              | テレビ朝日系列 土曜ワイド劇場 |
| 前番組                        | 番組名                                     | 次番組                        |
| ----------------------------- | ------------------------------------------ | ----------------------------- |
| 京都妖怪地図 （1994.11.19）   | 松本清張スペシャル 状況曲線 （1994.11.26） | 緋の風 （1994.12.3）          |